# Ferdinand Krüger

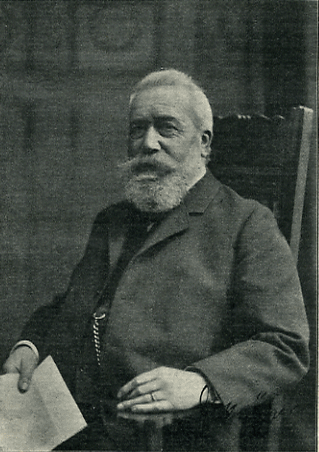
Ferdinand Krüger, vor 1913

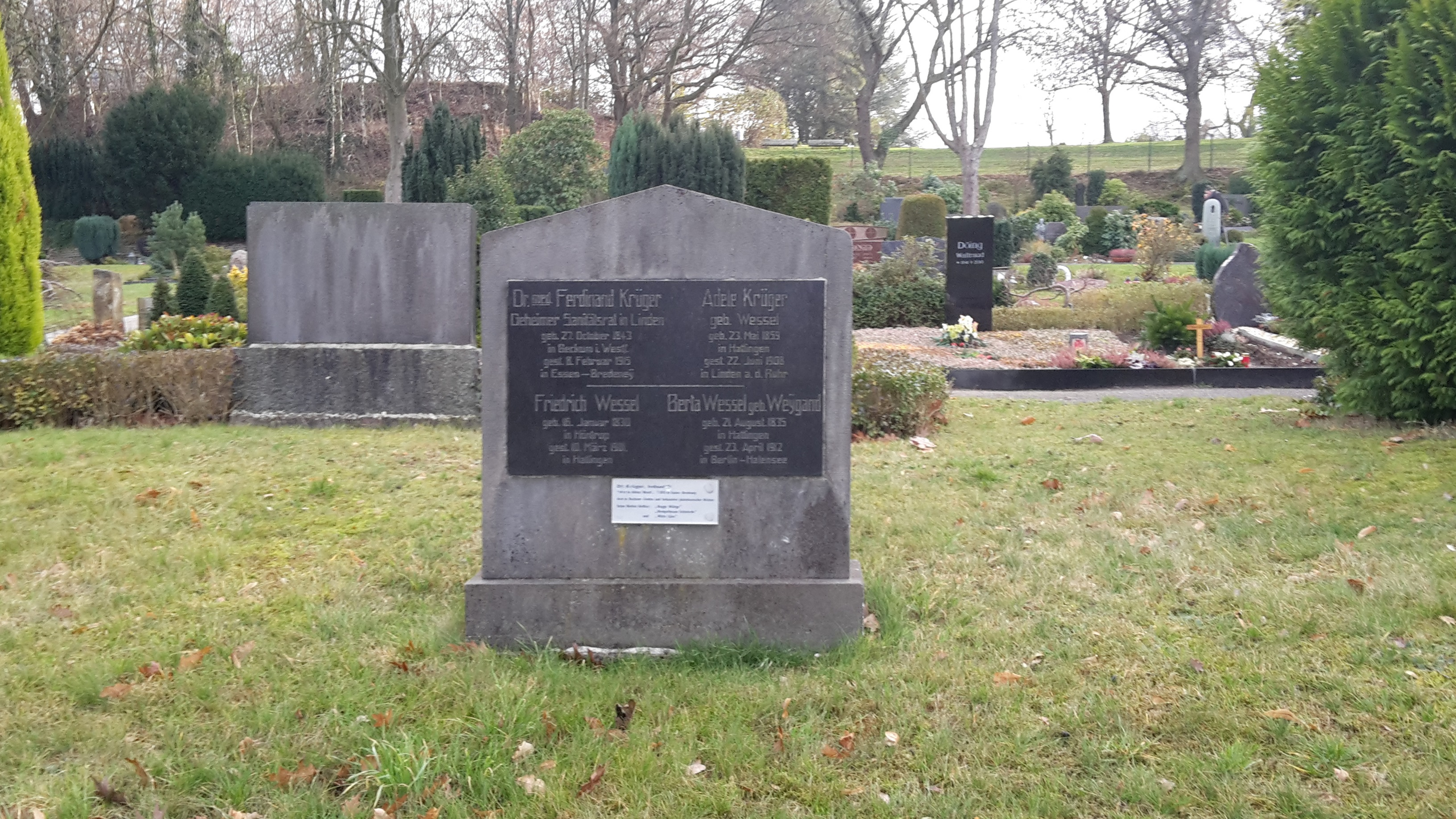
Grabstein in einer Grabstein-Sammlung auf dem Evangelischen Friedhof in Hattingen.

Ferdinand Krüger (* 27. Oktober 1843 in Beckum/Westfalen; † 8. Februar 1915 in Bredeney bei Essen) war Geheimer Sanitätsrat und westfälischer Mundartdichter (plattdeutsch).

## Leben
Ferdinand Krüger war der Sohn des Kreissekretärs Ferdinand August Krüger. Nach dem Tod des Vaters zog seine Mutter 1849 mit ihren Kindern nach Ahlen. Ferdinand Krüger besuchte das Gymnasium Laurentianum in Warendorf, das er 1860 als Unterprimaner verlassen musste, da er zur Stunde des Silentiums auf der Straße gesehen worden war. Er wechselte zum Gymnasium Nepomucenum in Coesfeld, der „Stadt der Kuhköpfe“, wie er sie nannte. Nach nur zwei Monaten wurde er nach einem weiteren „Vergehen“ auch vom Nepomucenum relegiert. So legte er das Abitur im Juli 1862 am Gymnasium Petrinum in Brilon ab.
Zum Wintersemester 1862 begann Krüger das Studium generale an der Universität München. Dort gehörte er seit 1862 der Burschenschaft Algovia, der späteren Münchener Burschenschaft Arminia an. 1863 wechselte er zum Studium der Humanmedizin. Dieses Studium setzte er 1864 an der Universität Greifswald fort. Dort gehörte er seit 1864 der Greifswalder Burschenschaft Rugia an. Im Sommersemester 1866 wechselte er an die Universität Würzburg und im Wintersemester an die Friedrich-Wilhelms-Universität Berlin. Dort wurde er am 10. August 1867 mit der Dissertation Ueber chronische Bleivergiftung zum Dr. med. promoviert. Im Mai 1868 absolvierte er sein Medizinisches Staatsexamen und arbeitete danach als Arzt in Wesel und Allendorf/Ruhr. Als praktischer Arzt ließ er sich 1869 in Linden bei Bochum nieder, wo er später zum Knappschaftsarzt ernannt wurde. Seit 1885 war er der erste Leiter des dortigen St. Josefs-Krankenhauses. 1901 wurde er zum Sanitätsrat und 1910 zum Geheimen Sanitätsrat ernannt.
Krüger heiratete am 7. August 1869 Therese Seyfried, mit der er vier Töchter hatte. Nach dem Tod von Therese verheiratete er sich im August 1881 erneut und hatte zwei weitere Töchter. Seinen im Juli 1911 begonnenen Ruhestand verbrachte er nach einem kurzen Aufenthalt in Berlin-Dahlem in Bredeney bei Essen, wo er am 8. Februar 1915 starb.
Ein Waldweg ist nach ihm benannt. Außerdem gibt es dort einen Findling mit dem Hinweis: „Krüger-Blick“. In Bochum-Linden ist eine Straße nach ihm benannt. In der Nähe des alten Wehrturms in Beckum findet man einen unscheinbaren Findling mit dem Profil Ferdinand Krügers und der Inschrift: „Ferdinand Krüger. Der Heimatdichter wurde am 27.10.1843 in Beckum geboren und starb am 8.2.1915 in Bredeney“. Im Rathaus von Beckum existiert heute noch eine „Krüger-Stube“.
Krügers Nachlass befindet sich im Kreisarchiv Warendorf.

## Werke (Auswahl)
- Rugge Wiäge. Aus dem westfälischen Bauernleben in niederdeutscher Sprache erzählt. Brunn, Münster 1882.
- Hempelmanns Smiede. Ein westfälischer Roman aus der „guten alten Zeit“ in münsterländisch-niederdeutscher Sprache. 3 Bände. Lenz, Leipzig 1893 f.
- Die Wahl. Schauspiel in 5 Aufzügen. Schmidt, Brandenburg/Leipzig 1903
- Witte Liljen und andere Erzählungen von F. Krüger. Fredebeul und Koenen, Essen 1909.
- Westfälische Volkssagen. ohne Jahresangabe.